# Eric Westberg
Eric Westberg (Hudiksvall, 9 de maig de 1892 - Estocolm, 16 d'octubre de 1944) va ser un organitzador, compositor i director musical suec. Entre els anys 1923 i 1944, Westberg va ser director general de STIM.
Eric Westberg està enterrat al cementiri del nord als afores d'Estocolm.

## Selecció de música de cinema
- Fiskebyn
- Ingmarsarvet
- Vingar kring fyren
- Folket på Högbogården
- Tänk, om jag gifter mig med prästen